# Achslach
Achslach település Németországban, azon belül Bajorországban. Lakosainak száma 991 fő (2023. december 31.). Achslach Bernried és Gotteszell községekkel határos.

## Népesség
A település népessége az elmúlt időszakban az alábbi módon változott:
| Lakosok száma | 1009 | 1168 | 1040 | 1083 | 915  | 903  | 911  | 906  | 980  | 991  |
|               | 1875 | 1950 | 1975 | 1987 | 2012 | 2014 | 2016 | 2017 | 2021 | 2023 |